# اوکانماواک (ویسکانسین)
اوکانماواک، ویسکانسین  (به انگلیسی: Oconomowoc) شهری در شهرستان واکیشا ایالت ویسکانسین است که در سال ۱۸۷۵ بنیان‌گذاری شده‌است. این شهر طبق سرشماری سال ۲۰۱۰ میلادی ۱۵٬۷۱۲ نفر جمعیت داشته‌است.

## نگارخانه

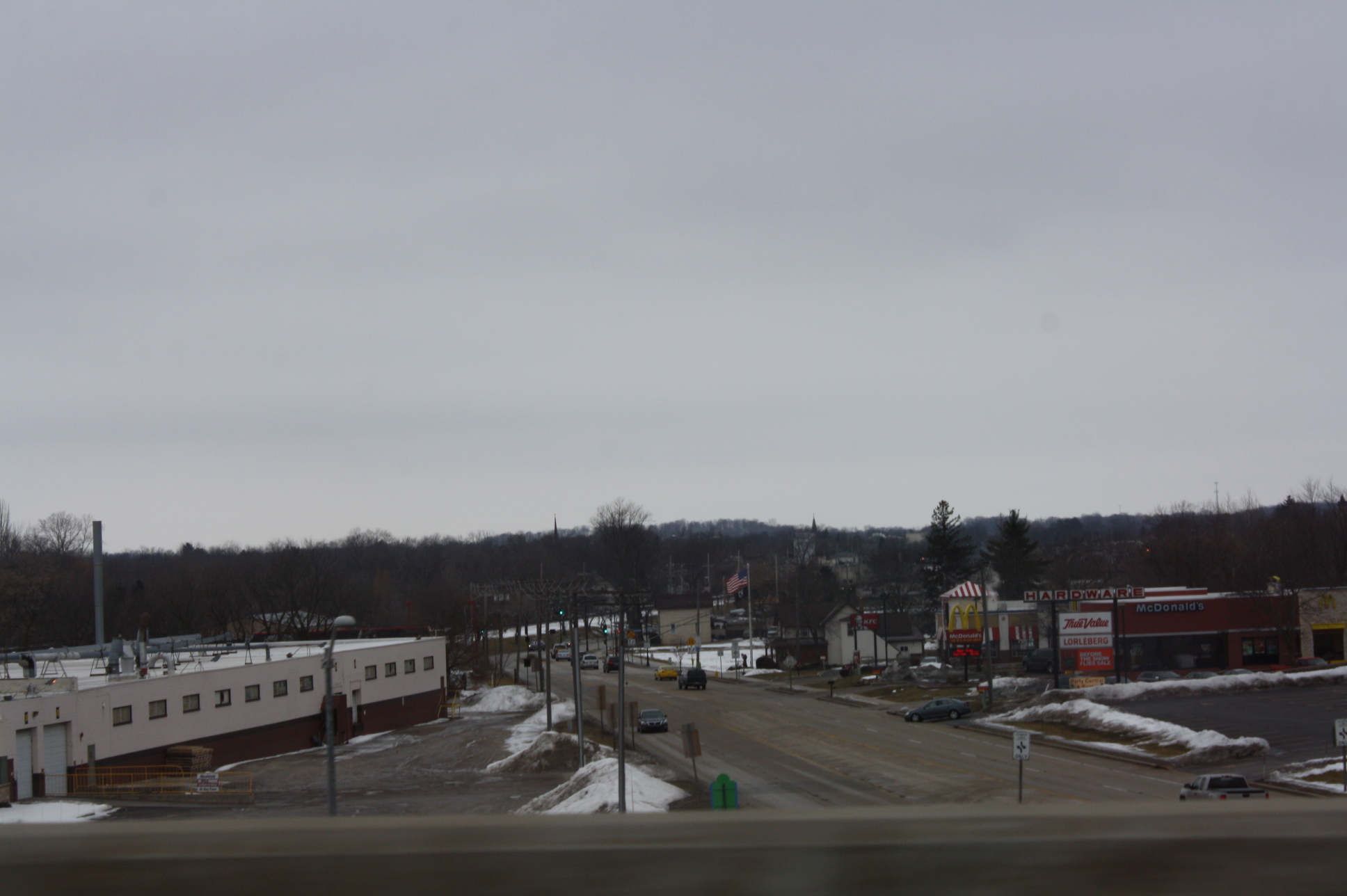
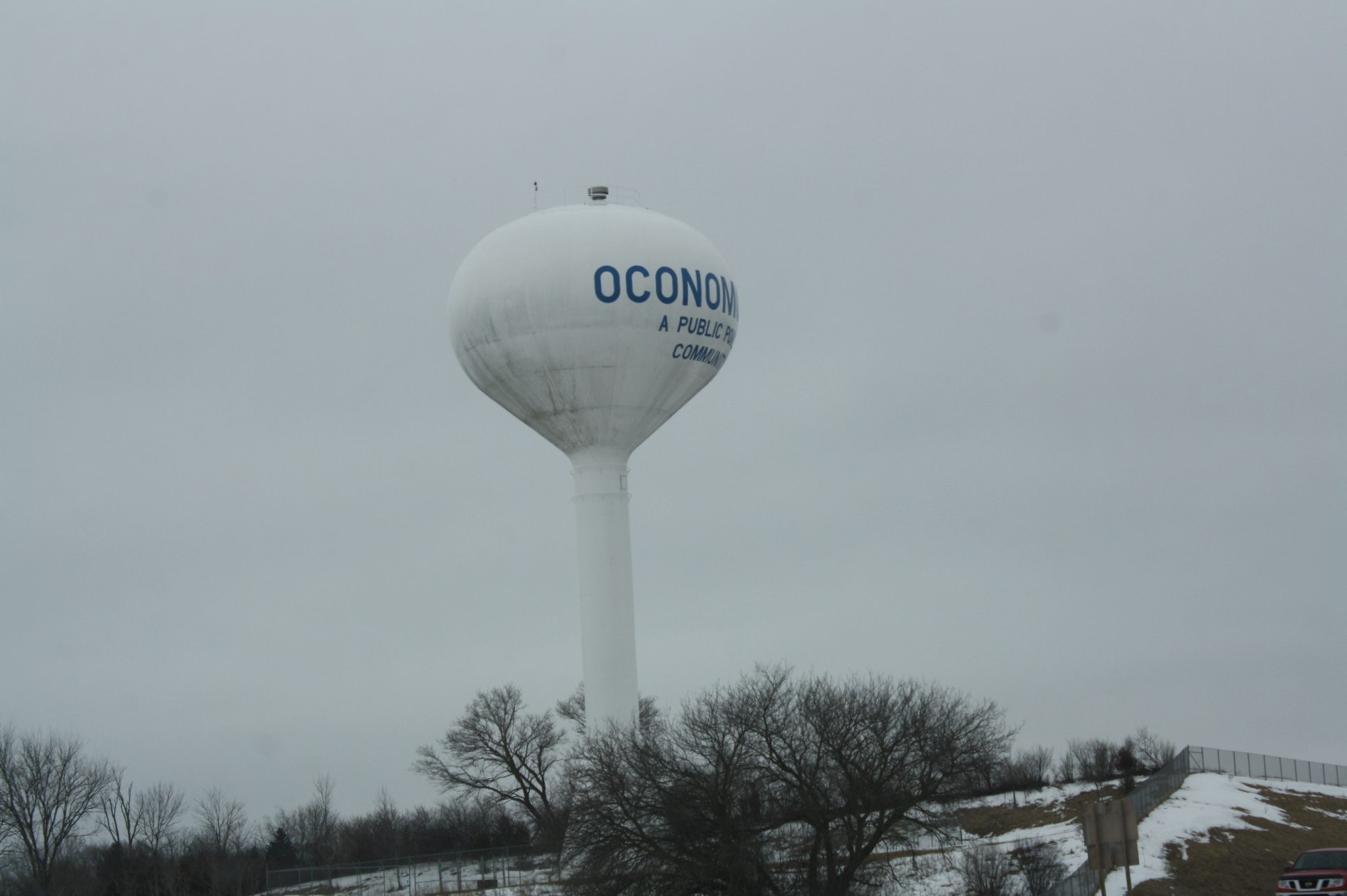